# На следующий день (фильм, 2017)
«На следующий день» (кор. 그 후) — южнокорейский драматический фильм 2017 года, написанный, спродюсированный и снятый режиссером Хон Сансу. Лента была отобрана для участия в основной конкурсной программе 70-го Каннского международного кинофестиваля в борьбе за Золотую пальмовую ветвь.

## Сюжет
Директор небольшого книжного издательства принимает на работу новую ассистентку. Во время собеседования он предлагает девушке называть его просто Босс. Помощница довольно быстро вписаться в график работы, и ей нравится заниматься рукописями, но все меняется в тот момент, когда в офисе появляется жена Босса. Она набрасывается на новую сотрудницу, принимая ее за любовницу своего мужа. Ситуация разрешается, но вскоре после того как жена ушла, в издательство приезжает сама любовница. Целый день проходит в разговорах. 

## В ролях
- Квон Хэхё — Ким Бонван
- Ким Мин Хи — Сон Арым
- Ким Сэбёк — Ли Чхансук
- Чо Юнхи — Сон Хэджу

## Награды и номинации
| Премия                      | Категория               | Номинировано      | Результат |
| --------------------------- | ----------------------- | ----------------- | --------- |
| 70-й Каннский кинофестиваль | Золотая пальмовая ветвь | Хон Сансу         | Номинация |
| 12-й Азиатская кинопремия   | Лучший фильм            | На следующий день | Номинация |
| 12-й Азиатская кинопремия   | Лучшая режиссура        | Хон Сансу         | Номинация |
| 12-й Азиатская кинопремия   | Лучшая женская роль     | Ким Мин Хи        | Номинация |
| 23-й Chunsa Film Art Awards | Лучшая режиссура        | Хон Сансу         | Номинация |